# 흑쿠민
흑쿠민(黑cumin, 학명: Nigella sativa 니겔라 사티바[*])은 미나리아재비과의 한해살이풀이다.

## 분포
서남아시아에 분포한다. 이라크와 터키가 원산지이다.

## 쓰임
씨를 향신료로 쓴다.

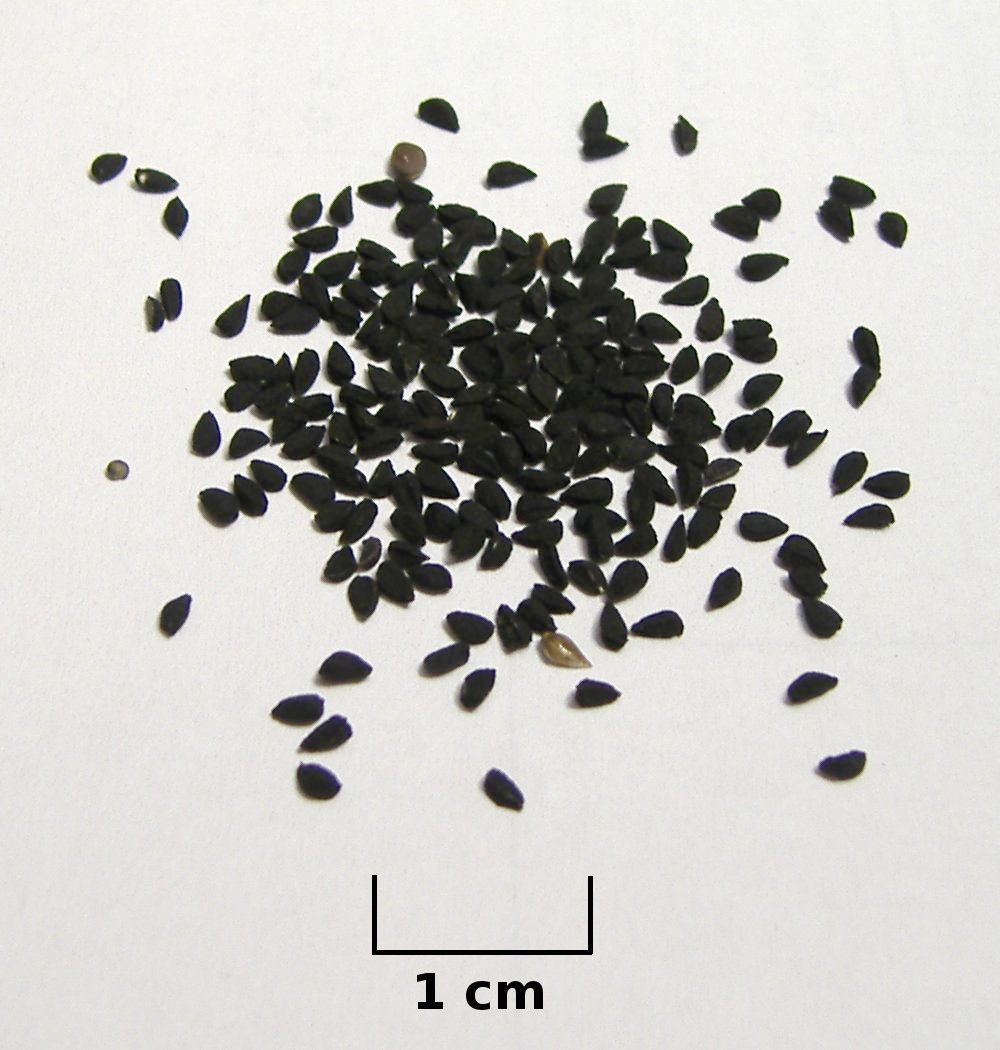
흑쿠민

## 같이 보기
- 쿠민